# New York State Route 18A
New York State Route 18A war eine von sechs Stichstrecken der New York State Route 18 im Westen des Bundesstaates New York. Die Strecke bildet heute Teilabschnitte der New York State Route 39 (zwischen Gowanda und Collins) und der New York State Route 75 (zwischen Collins und Hamburg). Die Länge der Route 18A betrug 29,63 km. Sie reichte von der State Route 18 und dem U.S. Highway 62 bei Collins zur Kreuzung mit denselben Fernstraßen in Hamburg. In Langford existierte eine Kreuzung mit der New York State Route 249, die östlich dieser Kreuzung zu einer County Route wurde. Die Straße wurde nicht von New York State Department of Transportation unterhalten, sondern vom New York Department of Public Works, dem damals die Highways unterstanden.
Der Highway wurde 1936 auf seiner gesamten Länge unter der Nummer 18A ausgewiesen, jedoch aus dem Straßenverzeichnis gestrichen bzw. neunumeriert, als 1965 die Stammstrecke verkürzt wurde. 

## Streckenverlauf
Route 18A begann an einer Kreuzung mit New York State Route 18 und U.S. Highway 62 nördlich der Stadt Gowanda. verlief in östlicher Richtung durch Collins und bog dann nach Norden ab. Er verlief durch den weiler Whites Corners, eine kleine Siedlung außerhalb von Langford. Die Strecke verlief an mehreren Pumpen für Erdgas vorbei nach Marshfield. Nördlich dieses Weilers führte die Strecke weiter nach North Collins.
Von dort aus führte sie in den Weiler Langford, wo die Straße den östlichen Endpunkt der New York State Route 249 kreuzte und dann weiter nach Eden. Route 18A verlief dann weiter nordwärts entlang dem Eighteenmile Creek. Der Highway passierte einige einzelstehende Gebäude, darunter eine Paulus gewidmete Kirche, bevor sie einige Kilometer weiter an der Kreuzung mit NY-18 und US-62 in Hamburg endete. Der Eighteenmile Creek setzt seinen Lauf nordwärts durch Hamburg fort.

## Geschichte
Route 18A wurde in den 1930er Jahren festgelegt und erschien erstmals 1936 auf Straßenkarten. Die Strecke war eine Zweigstrecke der damals 372 km langen Route 18, die ursprünglich von der Staatsgrenze zu Pennsylvania bis nach Webster an der New York State Route 250 führte. Dieser ausgedehnte Highway hatte sechs Zweigstrecken, von denen Route 18A die am südlichsten gelegene war. Route 18 wurde 1965 stark verkürzt, wodurch fünf der sechs Zweigstrecken im Westen New Yorks hinfällig wurden, darunter Route 18A. Die einzige verbleibende Zweigstrecke ist New York State Route 18F im Niagara County. Route 18A wurde teilweise durch die neutrassierte New York State Route 39 und auf einem längeren Abschnitt durch New York State Route 75 ersetzt.